# Fußball-Verbandsliga Westfalen 1969/70
Die Saison 1969/70 war die 14. Spielzeit der drittklassigen Verbandsliga Westfalen. Westfalenmeister wurde Eintracht Gelsenkirchen, die ebenso wie Vizemeister Westfalia Herne in der folgenden Aufstiegsrunde den Sprung in die Regionalliga schaffte. Aus der Gruppe 1 stiegen der Herringer SV, Blau-Weiß Langenbochum und BV Selm; aus der Gruppe 2 der SC Gelsenkirchen 07 und der VfL Hörde ab. Aus der Regionalliga West stieg der TSV Marl-Hüls in die Verbandsliga ab. Aus den Landesligen stiegen die SpVg Beckum, die SpVg Emsdetten 05, der RSV Höh, der 1. FC Paderborn, der VfL Schlangen und die Amateure der SG Wattenscheid 09 auf. Die Amateure von Borussia Dortmund wechselten zur kommenden Saison von Gruppe 1 in Gruppe 2.

## Legende
|     |                                                                              |
|     | Teilnahme an der Westfalenmeisterschaft                                      |
|     | Teilnehmer an den Qualifikationsspielen um die Deutsche Amateurmeisterschaft |
|     | Teilnehmer an den Relegationsspielen zur Verbandsliga                        |
|     | Absteiger in die Landesliga Westfalen                                        |
| (A) | Absteiger aus der Regionalliga in der Vorsaison                              |
| (N) | Aufsteiger aus der Landesliga Westfalen in der Vorsaison                     |

## Tabellen

### Gruppe 1
| Pl.               | Verein                      | Sp. | S  | U  | N  | Tore    | Diff. | Punkte |
| ----------------- | --------------------------- | --- | -- | -- | -- | ------- | ----- | ------ |
| 1.                | Eintracht Gelsenkirchen (A) | 30  | 27 | 2  | 1  | 094:190 | +75   | 56:40  |
| 2.                | SVA Gütersloh               | 30  | 19 | 5  | 6  | 075:310 | +44   | 43:17  |
| 3.                | Hammer SpVg                 | 30  | 17 | 8  | 5  | 054:270 | +27   | 42:18  |
| 4.                | SC Hassel                   | 30  | 15 | 7  | 8  | 060:390 | +21   | 37:23  |
| 5.                | Minden 05 (N)               | 30  | 14 | 8  | 8  | 057:410 | +16   | 36:24  |
| 6.                | Spvg Steinhagen (N)         | 30  | 14 | 7  | 9  | 044:350 | +9    | 35:25  |
| 7.                | Borussia Dortmund Am. (N)   | 30  | 15 | 4  | 11 | 051:330 | +18   | 34:26  |
| 8.                | VfB 03 Bielefeld            | 30  | 13 | 7  | 10 | 059:470 | +12   | 33:27  |
| 9.                | SpVgg Herten                | 30  | 10 | 10 | 10 | 040:380 | +2    | 30:30  |
| 10.               | TuS Ahlen                   | 30  | 10 | 7  | 13 | 031:480 | −17   | 27:33  |
| 11.               | SuS Lage                    | 30  | 7  | 9  | 14 | 050:660 | −16   | 23:37  |
| 12.               | SV Brackwede                | 30  | 5  | 12 | 13 | 035:600 | −25   | 22:38  |
| 13.               | Eintracht Ahaus             | 30  | 7  | 7  | 16 | 036:600 | −24   | 21:39  |
| 14.               | Blau-Weiß Langenbochum      | 30  | 4  | 7  | 19 | 025:690 | −44   | 15:45  |
| 15.               | BV Selm                     | 30  | 4  | 5  | 21 | 036:860 | −50   | 13:47  |
| 16.               | Herringer SV                | 30  | 3  | 7  | 20 | 021:690 | −48   | 13:47  |
| Stand: Saisonende |                             |     |    |    |    |         |       |        |

### Gruppe 2
| Pl.               | Verein               | Sp. | S  | U  | N  | Tore    | Diff. | Punkte |
| ----------------- | -------------------- | --- | -- | -- | -- | ------- | ----- | ------ |
| 1.                | Westfalia Herne      | 30  | 20 | 9  | 1  | 064:230 | +41   | 49:11  |
| 2.                | Hombrucher FV 09     | 30  | 22 | 4  | 4  | 055:240 | +31   | 48:12  |
| 3.                | STV Horst-Emscher    | 30  | 17 | 5  | 8  | 059:390 | +20   | 39:21  |
| 4.                | Sportfreunde Siegen  | 30  | 16 | 6  | 8  | 059:350 | +24   | 38:22  |
| 5.                | VfL Klafeld-Geisweid | 30  | 15 | 8  | 7  | 044:260 | +18   | 38:22  |
| 6.                | SSV Hagen            | 30  | 14 | 7  | 9  | 039:290 | +10   | 35:25  |
| 7.                | DSC Wanne-Eickel 1   | 30  | 8  | 13 | 9  | 038:420 | −4    | 29:31  |
| 8.                | VfL Schwerte         | 30  | 11 | 6  | 13 | 045:430 | +2    | 28:32  |
| 9.                | RSV Meinerzhagen (N) | 30  | 8  | 10 | 12 | 040:550 | −15   | 26:34  |
| 10.               | Preußen Hochlarmark  | 30  | 8  | 9  | 13 | 030:420 | −12   | 25:35  |
| 11.               | TuS Iserlohn         | 30  | 9  | 7  | 14 | 049:620 | −13   | 25:35  |
| 12.               | VfL Witten           | 30  | 7  | 9  | 14 | 035:400 | −5    | 23:37  |
| 13.               | Arminia Marten (N)   | 30  | 9  | 5  | 16 | 036:480 | −12   | 23:37  |
| 14.               | TuS Hattingen (N)    | 30  | 7  | 8  | 15 | 039:510 | −12   | 22:38  |
| 15.               | SC Gelsenkirchen 07  | 30  | 7  | 6  | 17 | 032:500 | −18   | 20:40  |
| 16.               | VfL Hörde            | 30  | 3  | 6  | 21 | 026:810 | −55   | 12:48  |
| Stand: Saisonende |                      |     |    |    |    |         |       |        |

## Westfalenmeisterschaft
Die beiden Gruppensieger ermittelten in einem Entscheidungsspiel den Westfalenmeister. Am 24. Mai 1969 setzte sich die Eintracht Gelsenkirchen vor 8.000 Zuschauern im Herner Stadion am Schloss Strünkede mit 2:1 gegen die Westfalia Herne durch. Beide Mannschaften qualifizierten sich für die Aufstiegsrunde zur Regionalliga West.
|                                               | Ergebnis  |                                       |
| --------------------------------------------- | --------- | ------------------------------------- |
| Eintracht Gelsenkirchen Meister der Staffel 1 | 2:1 (0:0) | Westfalia Herne Meister der Staffel 1 |

## Qualifikation für die Deutsche Amateurmeisterschaft
Die Vizemeister der beiden Gruppen ermittelten in einem Spiel den westfälischen Teilnehmer an der deutschen Amateurmeisterschaft. Der SVA Gütersloh setzte sich am 23. Mai 1970 vor 2.600 Zuschauern im neutralen Hamm mit 3:1 durch und qualifizierte sich für die Deutsche Amateurmeisterschaft, wo die Gütersloher das Viertelfinale erreichten.
|                                         | Ergebnis  |                                            |
| --------------------------------------- | --------- | ------------------------------------------ |
| SVA Gütersloh Vizemeister der Staffel 1 | 3:1 (1:1) | Hombrucher FV 09 Vizemeister der Staffel 2 |

## Relegation zur Verbandsliga
In der erneut ausgetragenen Relegation zur Verbandsliga spielten die beiden Drittletzten der Verbandsligen TuS Hattingen und Blau-Weiß Langenbochum und die Vizemeister der fünf Landesligastaffeln SV Bockum-Hövel, TuS Eving-Lindenhorst, 1. FC Gladbeck, SV Netphen und VfL Schlangen. Gespielt wurde im K.-o.-System auf neutralen Plätzen.

### 1. Runde
Gespielt wurde am 27. und 28. Juni sowie am 1. Juli 1970. Das Wiederholungsspiel zwischen Gladbeck und Netphen fand am 5. Juli 1970 statt. Der VfL Schlangen hatte ein Freilos. Langenbochum stieg durch die Niederlage ab.
|                                                      | Ergebnis             |                                                           | Spielort |
| ---------------------------------------------------- | -------------------- | --------------------------------------------------------- | -------- |
| SV Bockum-Hövel Vizemeister der Landesligastaffel 5  | 1:2 (0:1)            | TuS Eving-Lindenhorst Vizemeister der Landesligastaffel 3 | Unna     |
| 1. FC Gladbeck Vizemeister der Landesligastaffel 4   | 1:1 n. V. (0:0, 0:0) | SV Netphen Vizemeister der Landesligastaffel 2            | Hagen    |
| 1. FC Gladbeck                                       | 4:1 (1:0)            | SV Netphen                                                | Hagen    |
| Blau-Weiß Langenbochum 14. der Verbandsligastaffel 1 | 1:2 (0:1)            | TuS Hattingen 15. der Verbandsligastaffel 2               | Herne    |

### 2. Runde
Gespielt wurde am 5. und 8. Juli 1970. Hattingen schaffte den Klassenerhalt und Schlangen den Aufstieg.
|                       | Ergebnis             |                                                   | Spielort       |
| --------------------- | -------------------- | ------------------------------------------------- | -------------- |
| TuS Eving-Lindenhorst | 2:2 n. V. (1:1, 0:0) | VfL Schlangen Vizemeister der Landesligastaffel 1 | Soest          |
| TuS Eving-Lindenhorst | 0:3 (0:1)            | VfL Schlangen                                     | Soest          |
| TuS Hattingen         | 2:1 (1:1)            | 1. FC Gladbeck                                    | Castrop-Rauxel |